# Вальдтейфель, Эмиль
Шарль Эмиль Вальдтейфель (фр. Charles Émile Waldteufel; 9 декабря 1837, Страсбург — 12 февраля 1915, Париж) — французский композитор, дирижёр и пианист, автор многих известных вальсов.

## Биография
Шарль Эмиль Вальдтейфель родился 9 декабря 1837 года в Страсбурге в еврейской семье музыкантов (первоначальная фамилия — Леви; фамилия Waldteufel означает по-немецки «лесной дьявол»). Его отец Луи имел свой оркестр, впоследствии ставший одним из известнейших в Париже.
Эмиль Вальдтейфель учился в Парижской консерватории по классу фортепиано у Антуана Мармонтеля и по классу композиции у Э. Лорена. Окончив консерваторию, выступал как пианист. Был капельмейстером придворных балов Наполеона III и придворным пианистом императрицы Евгении. Впоследствии выступал как дирижёр танцевальной музыки в Лондоне (1885), Берлине (1889) и Риме. С 1865 года был дирижёром бального оркестра в Париже.
Скончался 12 февраля 1915 года в Париже, годом позже своей жены.

## Творчество
Вальсы Вальдтейфеля соперничали с вальсами Штрауса; представляли собой смешение мелодических элементов немецких, французских и испанских вальсов. Первыми вальсами Вальдтейфеля стали «Радость и горе» («Joies et peines», Op.102, 1859) и «Манола» («Manola», Op.140, 1874), опубликованные им на собственные средства, и принесли ему большую известность.
За всю свою жизнь сочинил более 250 вальсов; самые известные из них: «Верен всегда», «Конькобежцы», «Эспанья», «Долорес», «Сирены», «Студентка», «Воспоминания»  и др. В своих вальсах он часто использовал темы сочинений других композиторов, например, вальс «Эспанья» построен на разработке темы одноимённой рапсодии Эмманюэля Шабрие. Большинство вальсов Вальдтейфеля имеют следующий тип построения: сюита из 4 вальсов со вступлением и развёрнутым заключением, кодой. Вальсы Вальдтейфеля характеризуются энергично подчеркнутым ритмическим рисунком.